# Alexander Lechnitzky
Alexander Lechnitzky (* Slovensko ) je fotograf a válečný zločinec.

## Životopis
Věnoval se portrétní fotografii. Po otci převzal fotoateliér v Banské Bystrici (20. let 20. stol. ) Kromě portrétní fotografie se věnoval složitým alegorickým kompozicím. Během 2. světové války spolupracoval s německou armádou, byl pracovníkem a tlumočníkem německé bezpečnostní služby SD v Banské Bystrici. Aktivně se podílel na vraždění v Kremničce, kde údajně osobně zavraždil stovky lidí  . Koncem války emigroval a za své zločiny nebyl nikdy potrestán.